# Legíny

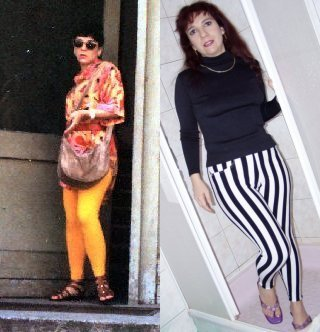
Legíny

Legíny (leggings) jsou druhem kalhot, vyznačují se pružně (někdy až kompresně) přiléhavou kombinací střihu a materiálu. Nosí je jak ženy, tak (méně často) i muži - i přes opakované pokusy (např. na módních přehlídkách) zařadit legíny do běžného mužského šatníku (pod označením megíny, meggings) omezuje se jejich použití téměř výhradně na sport: běh, cyklistika, běh na lyžích apod. V minulosti byly legíny tvořeny dvěma oddělenými částmi pro každou nohu zvlášť. Legíny jsou dnes jak oblíbenou součástí módních outfitů a domácího i rekreačního oblečení, tak také funkční součástí sportovního oblečení.

## Druhy, vlastnosti, použití
Legíny (zpočátku hovorově "elasťáky" - s poukazem na jejich hlavní a odlišující vlastnost: do té doby nevídanou pružnost a přiléhavost materiálu) nacházejí uplatnění zejména v těchto oblastech (kterým odpovídají i požadavky kladené na jejich užitné a estetické vlastnosti):
- Základní vrstva vícevrstvého oblečení (pro běžné použití, turistiku či zimní sporty). Nahrazují dřívější tzv. podvlíkačky (či "jégrovky"), na rozdíl od kterých svoji funkci plní pružnou přiléhavostí k pokožce po celé délce, aniž by potřebovaly zapínání, zavazování na šňůrky apod.

Prioritou je udržet pokožku v teple a suchu, základním materiálem bývá bavlna s příměsí elastanu (Lycra) nebo i jiné směsové úplety. Při nošení jsou zakryty další vrstvou oděvu (kalhotami), není tedy kladen takový důraz na vzhled a často jsou pouze jednobarevné (např. neutrálně šedé) a jednoduchého střihu.
Pružnost materiálu umožňuje přizpůsobení různým tělesným proporcím, takže se řadí i k unisex oděvům; nabízeny jsou ale i v provedení mužského a ženského střihu, často i pod názvem termoprádlo.
Legíny tohoto typu jsou vhodné i jako součást pyžama (do chladnějšího prostředí, táboření v přírodě apod.).
- Součást (téměř výhradně dámského) módního oděvu sportovního typu. Moderní technologie umožňují jejich produkci v široké paletě barev, jakož i barevných kombinací a geometrických, květinových, abstraktních a dalších vzorů v metráži, ale i přesně cíleného potisku: Flóra, fauna, krajiny, hvězdná obloha a mnoho dalších.

Kromě barvy se na vzhledu významně podílí i míra lesku - vysoký lesk v kombinaci s černou či hnědou barvou vytváří efekt koženého oděvu, s např. modrou pak efekt kovový - "metalízu".
Hlavním požadavkem je perfektní přiléhavost (efekt "druhé kůže"), díky které legíny věrně kopírují (či dokonce poněkud idealizují) tělesné tvary nositelky.
Střih může být jednoduchý z minimálního počtu dílů, ale též může přejímat některé principy od sportovních legín: různý směr většího počtu švů, kombinace plného a síťovaného materiálu apod.
Novodobý (od 2. pol. 20. století) boom těchto elastických kalhot vychází z jednoduchých černých přiléhavých cyklistických kraťasů (Radlerhose, Bike Shorts), kterých se ujal módní průmysl; velký podíl na rychlém zpopularizování a rozšíření legín měla pak i módní vlna veřejného cvičení aerobiku, u kterého hrála významnou roli právě vizuální stránka cvičení v pestrobarevných sportovních oděvech (legíny + trikot/leotard + čelenka + nátepníčky + návleky na kotníky). Ze zahraničních popularizátorek cvičení jmenujme např. Jane Fondovou nebo Cindy Crawford, v tehdejším Československu a následně v ČR pak Olgu Šípkovou.
- Sportovní oblečení. Hlavní je funkce: tepelná (ochrana před chladem) a tlaková (kompresní materiály) podpora svalů pro lepší výkon a rychlejší následnou regeneraci.

Na rozdíl od běžných (street fashion, urban fashion) legín mívají složitější střih - skládají se z více dílů, švy míří různými směry, aby neomezovaly v pohybu, častá je kombinace různých materiálů (kompresní v oblasti stehenních a lýtkových svalů, ventilační např. v oblasti kolen nebo rozkroku).
Pro sportovní legíny jsou charakteristické krátké zipy na nohavicích (pro snadnější oblékání a následnou obnovu kompresního efektu) a alespoň jedna (často zipem uzavíratelná) kapsa např. na klíče (obdoba kapsičky na šatnový klíč v plavkách) nebo i mobil - zezadu v pase a/nebo zvnějšku na stehně - ve výšce dlaně svěšené paže pro snadnou obsluhu.
Nejobvyklejší jsou jednobarevné černé (jako určité "dědictví" po klasických cyklistických Radlerhose, Bike Shorts), ale i zde jsou stále běžnější různé barevné kombinace a vzory - častější u dámských modelů, kde se vzájemně ovlivňují trendy street fashion a sport fashion.
Variantou sportovních legín jsou silnější elastické kalhoty pro cyklistiku a zateplené legíny pro běh na lyžích; u těch jsou často jejich pevnou součástí i kšandy.
Sportovní (běžecké, cyklistické) legíny jsou (i přes opakované snahy výrobců o rozšíření trhu) stále jedinou oblastí, kde tento typ kalhot je (v západním kulturním prostředí) společensky bezproblémově akceptován i u chlapců a mužů, zvláště pokud přes ně oblékají sportovní trenýrky nebo šortky.

O délce všech druhů legín platí v podstatě totéž jako u kalhot obecně: Mohou sahat od pasu (příp. zvýšeného pasu - pro pohodlné nošení) až ke kotníkům, ale mohou být i kratší - do půli lýtek, ke kolenům, či do půli stehen. Přiléhavé šortky bývají někdy označovány jako "superkrátké legíny".
Síla (tloušťka) materiálů používaných pro šití legín pokrývá širokou škálu - od punčocháčů, přes materiály blízké plavkovinám až po džínovinu s příměsí elastických vláken a silné (zimní) tepláky.
Materiály se zvýšenou odolností proti oděru tvoří přechod od legín k přiléhavým trekovým kalhotám.

## Historie
Legíny jsou známé již z dob středověku (tehdy nazývané nohavice). Tuto část oděvu tehdy nosili na rozdíl od dnešku hlavně muži, a to jak ti neurození, tak i ti vznešení (šlechta i panovník). Dámy začaly legínám podobné spodní kalhoty nosit až v 19. století pod krinolíny. Oficiální součástí dámské módy se legíny staly v 60. letech 20. století, kdy se začaly nosit tzv. kaliopky; nedostatečná pružnost a přiléhavost tehdejších materiálů byla do jisté míry suplována střihem sahajícím ne jen ke kotníkům, ale úzkým proužkem až pod chodidla (podobně jako u tehdejších teplákových kalhot).

## Materiály a barevné provedení

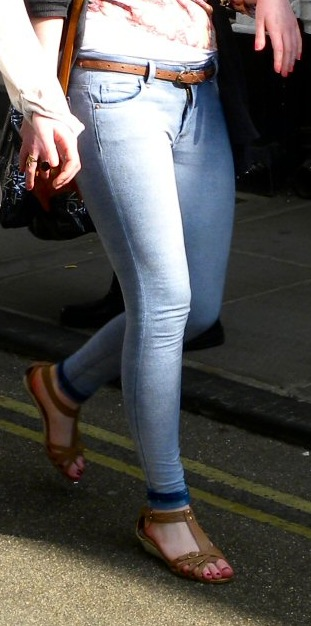
Tregíny

Mezi dnes nejběžnější materiály použité na výrobu legín patří lycra, bavlna, nylon a další umělá vlákna. Samozřejmě se můžeme setkat i s luxusnějšími kousky z vlny nebo hedvábí. Co se týče barevného provedení, legíny je možné sehnat takřka v jakékoliv barvě, v posledních letech byly v módě legíny vzorované (květinové, zvířecí i abstraktní). Díky sublimaci lze vytvořit legíny v jakémkoliv designové provedení a zaručit vysokou kvalitu designů

## Střihy
Kromě základního hladkého provedení se u legín setkáváme i s tzv. tregínami. Ty se hodně podobají klasickým kalhotám – sice na první pohled jako legíny vypadají, ale pas u nich většinou není na gumu, ale jako u klasických kalhot mívá knoflík, často i zip. Občas mívají i záložky. Džegíny jsou vlastně džínové legíny. Nejsou ušité z klasické džínoviny, ale jejich materiál ji připomíná. Stejně tak i jejich vzhled – mívají naznačené většinou falešné kapsy a zip. Oproti džínám jsou většinou značně pohodlnější.